# Ta-Dah
Albums de Scissor Sisters
Remixed!
(2004) Night Work
(2010)
Ta-Dah est le deuxième album enregistré en studio des Scissor Sisters, sorti chez Polydor en septembre 2006. I Don't Feel Like Dancing est le premier single de cet album.
Elton John joue la partie de piano sur les titres I Don't Feel Like Dancing et Intermission.

## Liste des chansons
| No  | Titre                          | Durée |
| --- | ------------------------------ | ----- |
| 1.  | I Don't Feel Like Dancing      |       |
| 2.  | She's My Man                   |       |
| 3.  | I Can't Decide                 |       |
| 4.  | Lights                         |       |
| 5.  | Land of a Thousand Words       |       |
| 6.  | Intermission                   |       |
| 7.  | Kiss You Off                   |       |
| 8.  | Ooh                            |       |
| 9.  | Paul McCartney                 |       |
| 10. | The Other Side                 |       |
| 11. | Might Tell You Tonight         |       |
| 12. | Everybody Wants the Same Thing |       |